# Derovatellus roosevelti
Derovatellus roosevelti är en skalbaggsart som beskrevs av K. B. Miller 2005. Derovatellus roosevelti ingår i släktet Derovatellus och familjen dykare. Inga underarter finns listade i Catalogue of Life.